# Armin Trtovac
Armin Trtovac (* 10. September 1997 in Mainz) ist ein deutscher Basketballspieler serbischer Abstammung.

## Laufbahn
Trtovac spielte in der Jugendabteilung des TSV Schott Mainz, in der Saison 2012/13 trug er das Trikot der SG RheinHessen in der Jugend-Basketball-Bundesliga. Er wechselte zur Saison 2014/15 in die Nachwuchsabteilung des Bundesligisten Skyliners Frankfurt und kam zu ersten Einsätzen in der zweiten Herrenmannschaft der Hessen in der 2. Bundesliga ProB. 2015 wurde er von den Frankfurtern mit einem Fördervertrag (Laufzeit: drei Jahre) ausgestattet. Ende April 2017 gab Trtovac im Spiel gegen Alba Berlin sein Debüt in der Basketball-Bundesliga. Im Februar 2018 erhielt Trtovac in Frankfurt eine Vertragsverlängerung über drei Jahre. Allerdings kam es vor dem Ende der Laufzeit zur Trennung, im Sommer 2019 wechselte er zum Zweitligisten USC Heidelberg. Trtovac hatte für die Frankfurter sieben Bundesliga-Einsätze bestritten.
In der Saison 2020/21 wurde Trtovac mit Heidelberg Meister der 2. Bundesliga ProA, er kam im Meisterspieljahr auf 31 Einsätze (8,8 Punkte, 4,1 Rebounds/Spiel). In der Saison 2021/22 stand er nicht mehr im Heidelberger Aufgebot.

### Nationalmannschaft
Im Mai 2017 wurde Trtovac in den Kader der deutschen U20-Nationalmannschaft berufen.